# Huglin-Index
Pierre Huglin entwickelte für die Weinbaugebiete einen bioklimatischen Wärmeindex, den Huglin-Wärmesummenindex (oder nach Huglin) respektive -Wärmeindex oder kurz Huglin-Index, bei dem die Temperatursumme über der Temperaturschwelle von 10 °C berechnet und diese von April bis September summiert wird. Bei der Berechnung werden sowohl die Tagesmitteltemperatur als auch die Temperaturmaxima verwendet und die berechnete Summe mit der geografischen Breite geringfügig modifiziert. Jede Rebsorte benötigt demnach eine bestimmte Wärmesumme, um auf Dauer in einem Gebiet mit Erfolg kultiviert werden zu können. Zu den berechneten Wärmesummen, deren Grundlage Daten von Wetterstationen sind, unterscheiden sich durch zu niedrige Summen gegenüber den tatsächlichen Werten in den Weinbaulagen. Der Index berücksichtigt nicht die thermisch begünstigten Rebhanglagen, deren Temperaturwerte um zirka 1,5 bis 2 °C höher liegen können.

## Berechnung
Der Huglin-Index berechnet sich als Produkt des Koeffizienten K und der Summe vom 1. April bis zum 30. September des arithmetischen Mittelwerts der (täglichen/einzelnen) Tagesmittel- sowie der Tagesmaximumtemperaturen abzüglich der Basistemperatur 10 °C:
{\displaystyle H=HI=K\cdot \sum \limits _{01.04.}^{30.09.}\left({\frac {T_{\mathrm {med} }+T_{\mathrm {max} }}{2}}-10\right)=K\cdot \sum \limits _{01.04.}^{30.09.}{\frac {\left(T_{\mathrm {med} }-10\right)+\left(T_{\mathrm {max} }-10\right)}{2}}=K\cdot \sum \limits _{01.04.}^{30.09.}{\frac {T_{\mathrm {med} }+T_{\mathrm {max} }-20}{2}}}
Tmed = Tagesmitteltemperatur
Tmax = Tagesmaximumtemperatur
Basistemperatur = 10 °C
K = vom Breitengrad des Standorts abhängiger Parameter; die Summe wird mit einem vom Breitengrad des Standorts abhängigen Faktor K multipliziert, welcher die im Sommer längeren Tageslängen nördlicher Breiten berücksichtigt; beispielsweise:
K (40°) = 1,02
K (50°) = 1,06

## Wärmesummenindex nach Huglin (1986) für verschiedene Rebsorten
| Huglin-Index H  | Rebsorten                                                                     |
| --------------- | ----------------------------------------------------------------------------- |
| H < 1500        | keine Anbauempfehlung                                                         |
| 1500 ≤ H < 1600 | Müller-Thurgau, Blauer Portugieser                                            |
| 1600 ≤ H < 1700 | Pinot Blanc, Grauer Burgunder, Aligoté, Gamay Noir, Gewürztraminer            |
| 1700 ≤ H < 1800 | Riesling, Chardonnay, Silvaner, Sauvignon Blanc, Pinot Noir, Grüner Veltliner |
| 1800 ≤ H < 1900 | Cabernet Franc,                                                               |
| 1900 ≤ H < 2000 | Chenin Blanc, Cabernet Sauvignon, Merlot, Semillion, Welschriesling           |
| 2000 ≤ H < 2100 | Ugni Blanc                                                                    |
| 2100 ≤ H < 2200 | Grenache, Syrah, Cinsaut                                                      |
| 2200 ≤ H < 2300 | Carignan                                                                      |
| 2300 ≤ H < 2400 | Aramon                                                                        |

## Folgen einer Veränderung des Huglin-Index
In den nächsten Jahrzehnten wird der Huglin-Index weiter ansteigen, d. h., die Rebsorten-Eignung eines Gebiets wird sich weiter verändern.
Mit dem Ansteigen der Wärmesumme hat sich bereits das Rebsortenspektrum in den nördlichen Anbaugebieten verändert. Sorten, die früher nur in südlicher gelegenen Weinbauregionen kultiviert wurden, haben in Österreich und Deutschland bereits eine gewisse Anbaubedeutung erlangt. So werden bereits in den wärmeren Regionen von Österreich die Sorten Cabernet Franc, Cabernet Sauvignon, Merlot und Syrah ausgepflanzt und mit Erfolg kultiviert. Sie wurden in das Qualitätsrebsortiment aufgenommen.